# 三体シリーズの登場人物
三体シリーズの登場人物（さんたいシリーズのとうじょうじんぶつ）では、SF作家・劉慈欣の作品である『三体』シリーズ小説およびその派生作品に登場するキャラクターを解説する。
年代は原作に沿っている。
中国人の氏名は、漢字表記・英語表記・中国語読み・日本語読み（三体I)、または漢字表記・英語表記（三体II, 三体III)である。

## 三体I
汪淼（Wang Miao/ワン・ミャオ, おう・びょう）
『三体』の主人公。中国科学院の院士であり、ナノマテリアルの研究に従事している。写真撮影を趣味とし自宅に暗室を作りライカM2を愛機とする。その作品はローカルなコンテストで優勝する腕前。
2007年、多数の科学者が短期間で自殺する事件が発生した際、彼らが「科学フロンティア」という組織と関係があることが判明し、彼らの自殺の調査に協力するよう警察官の史強より要請された。以後、彼は一連の異常な出来事に巻き込まれる。
ある日、写真撮影の最中に、「カウントダウン」を目撃する。科学では説明できない現象に直面し混乱した彼は、やはりナノマテリアルの研究に従事している申玉菲を訪ね、「研究を中止すればカウントダウンは止まる」と奇怪な話をされる。研究を中止し実際にその通りになり、他にも彼女に予言された奇怪な現象を目の当たりにする。
彼女を通じて、オンラインゲーム「三体」の存在を知り、汪淼は三体ゲームにログインして試行錯誤の末にゲームをクリアし、地球三体協会の集会に招待される。そこで、組織の総帥の正体を知る。
統帥から三体文明に関する情報を得た後、彼は史強とともに、パナマ運河で行われた「古筝作戦」で、ナノマテリアルを利用して地球三体協会の本拠地である大型船 "JUDGEMENT DAY" （「審判の日」号）を破壊した。
《三体II：黒暗森林》では、史強が羅輯に汪淼の、その後の様子を語っている。
葉文潔（Ye Wenjie/イエ・ウェンジェ, よう・ぶんけつ）
清華大学物理学部の天体物理学の教授で、2004年に退職した。楊冬の母親。
彼女の真の正体は地球三体協会の総帥である。
1947年6月生まれで、天体物理学の学生。父親は葉哲泰、母親は紹琳で、ともに清華大学の物理学教授。妹は葉文雪。1967年、文化大革命の批判闘争で、父親が紅衛兵によって殴打されて死亡するのを目の当たりにした。その後、大興安嶺での労働に下放され、生産建設兵団の『大生産報』の記者である白沐霖に『沈黙の春』を巡る問題で陥れられ投獄されるが、専門的な知識のおかげで罰を免れ、楊衛寧と雷志成の仲介で「紅岸基地」に入った。
紅岸基地では、地球外文明を探索する極秘プロジェクトに携わり、異世界との意思疎通を図るためのプロトコルの開発に従事した。
1971年、彼女は偶然にも太陽が電波を増幅して反射する機能を発見し、太陽を介して宇宙空間に地球の情報を信号にのせて送信した。この信号は三体文明によって傍受され、1979年に返信が送られてきた。その内容は、三体文明に発見されぬよう二度と送信しないように警告するものだったが、これを受け取った葉文潔は人類に絶望しており、異星の進んだ文明が人類に取って代わることを願い、警告を無視して再び三体文明に信号を送信した。これにより三体文明が地球の位置を確定し、艦隊を地球に派遣することにつながった。
彼女は最初の宇宙への信号送信の直後に楊衛寧と結婚し、返信を受け取った後に妊娠し、娘の楊冬を出産した。しかし、三体文明からの返信の存在が雷志成に知られてしまったため、彼女は秘密を守るために雷志成を暗殺することを決意し、機会を捉えて夫の楊衛寧と共に殺害した。2年後、彼女は紅岸基地を離れ、清華大学に戻った。また、地球三体協会を設立したマイク・エヴァンズに請われ、その精神的な統率者となった。
地球三体協会を壊滅させる作戦中に逮捕された。三体文明に関する事情聴取の後に保釈され、紅岸基地の跡地を訪れてそこで死亡した。
葉文雪（Ye Wenxue/イエ・ウェンシュエ, よう・ぶんせつ）
葉文潔の妹。清華中学の学生で熱心な紅衛兵。葉一家が離散したあと、文化大革命の武闘で死亡した
史強（Shi Qiang/シー・チアン, し・きょう）
対テロ専門家の警官。かつて中越戦争に参加した経験を持つ退役軍人。しばしば「大史」（ダーシー）と呼ばれる。行動は粗野だが、勇敢な一方で周囲に細心の注意を払い、柔軟な発想を持つ。少将の常偉思が主宰する、軍警の垣根を越えて中央情報局（CIA）のメンバーはじめ世界各国の組織も参加する地球防衛安全保障局に派遣され、その会議に参加する。汪淼や丁儀とともに科学者の自殺事件の捜査を行う。
地球三体協会を壊滅させる作戦に従事し総帥を逮捕したが、その際に強烈な放射線を浴び、後に白血病に罹患した。
その後、「古箏作戦」の構想を提案し、最終的にパナマ運河で三体協会の本拠地である大型船 "JUDGEMENT DAY" を破壊し、三体文明と地球三体協会の通信内容を入手するのに貢献した。白血病の治療のために冬眠し、新しい治療技術が出現するのを待った。
《三体II:黒暗森林》において白血病を克服して冬眠から目覚め、羅輯の警護を担当し、共に地上での生活を始め、羅輯の「執剣人計画」推進を支援する。
葉哲泰（Ye Zhetai/イエ・ジョータイ, よう・てつたい）
清華大学物理学教授であり、葉文潔の父。
1967年の文化大革命中、叶哲泰は基礎科目に相対論の内容やコペンハーゲン解釈、ビッグバン理論などを取り入れたことが理由で批判され、唐紅静ら清華附中の中学2年生の女学生4人によってベルトで生きたまま打ち据えられて殺害された。
紹琳（Shao Lin/シャオ・リン, しょう・りん）
清華大学の物理学教授であり、葉文潔の母。彼女の父親はアインシュタインが中国を訪れた際に同行者の一人であり、アインシュタインと「短い交流」を持った。文化大革命の時には夫である葉哲泰を告発し、批判に参加して彼を死に至らしめた。
夫の死後、機会を見計らって教育部の高級幹部と再婚し、その後、その高幹は副部長まで昇進した。一方、紹琳は別の大学の副校長となった。
楊衛寧（Yang Weining/ヤン・ウェイニン, よう・えいねい）
紅岸基地の工学部門の長であり、葉文潔の夫となる。かつて葉文潔の父親である葉哲泰の学生であった。
1969年、彼は迫害されていた葉文潔を救出し、紅岸基地に連れて行き、そこで研究を行うよう手配し、後に彼女と結婚した。
1979年、雷志成がコンピュータに潜ませていた三体文明の秘密を暴いたことから、葉文潔は彼を殺害すべく画策したところに楊衛寧も関っていたため、巻き添えとなって雷志成と一緒に崖から転落死させられた。
楊冬（Yang Dong/ヤン・ドン, よう・とう）
物理学者。葉文潔と楊衛寧の娘であり、丁儀の恋人。1979年生まれ。高校時代には羅輯と同級生。
2007年、物理学への絶望から、「物理学は存在しなかった」という遺書を残して自殺した。
後の調査で、三体から送られてきた智子が加速器の実験を阻害していたこと、そもそも三体との関わりの起源が母、葉文潔の行為にあったことを知って絶望したことが明らかになった。
丁儀（Ding Yi/ディン・イー, てい・ぎ）
物理学者であり、楊冬の恋人。ラフな身形で酒を好むが、口調は丁寧で非常に才能がある。球状閃雷の研究で巨大原子を発見し、世界的に有名になった。
楊冬の自殺で意気消沈するが、その背後の異常事態に気付く。
後に地球三体協会に対抗する「古箏作戦」に参加した。
《三体II·黒暗森林》では、地球を代表する物理学者となっている。「水滴」捕捉作戦に参加し、水滴が発する高エネルギーで灼かれて気化した。
雷志成（Lei Zhicheng/レイ・ジーチョン, らい・しせい）
紅岸基地の政治委員で、天体物理学専攻出身であり、政治委員の中でも数少ない知識人である。紅岸基地の運営に力を尽くした。
葉文潔を紅岸基地に入れることに慎重で、基地内での彼女の活動や研究を厳しく制限する一方で、彼は政治的な地位向上のために葉文潔の研究成果を自らのものとして利用しようとした。
葉文潔が三体文明からの返信を隠蔽した際、彼は密かに制御コンピューター上でバックグラウンドで動かしていた監視プログラムによって葉文潔の行動を察知したが、そのために葉文潔によって口封じされた。
常偉思（Chang Weisi/チャン・ウェイスー, じょう・いし）
中国人民解放軍の宇宙軍中将。『古箏作戦』の立案者。軍隊にいた頃の史強の上官であり、史強を非常に信頼している。
申玉菲（Shen Yufei/シェン・ユーフェイ, しん・ぎょくひ）
日本国籍を持つ物理学者で、「科学フロンティア」のメンバー。
その正体は地球三体協会の一員で、「救済派」（三体問題の完全な解を三体文明に提供して混乱の苦しみから救う）に属する。
日本からのツアー客として中国を訪れた際に寺で魏成と知り合う。彼が三体問題に取り組んでいることを知り、結婚して三体問題を解かせようと支援、或いは脅迫した。科学フロンティアを通じて、同じくナノマテリアルの研究者である汪淼と知り合い、彼に「カウントダウン」や「宇宙の瞬き」を目撃させ、やがて来る三体にとって脅威となり得るナノマテリアルの研究をやめさせようと試みた。後に三体ゲームを通じて地球三体協会に引き込む。
三体問題の完全な数学モデルが確立されて三体に提供されることを恐れるエヴァンズが、彼女を殺害するように潘寒に命じた。
魏成（Wei Cheng/ウェイ・チョン, ぎ・せい）
申玉菲の夫であり、「三体問題」を研究する数学の天才。数学オリンピックで優勝するなど才能に溢れているが浮世離れした振る舞いから社会に適応できず、親類の運営する寺に隠遁していた時に申玉菲と出会い、後に結婚して経済的支援を受けて三体問題の解決に取り組む。
潘寒（Pan Han/パン・ハン, はん・かん）
生物学者であり、「科学フロンティア」の有名メンバーの一人。環境問題に関するいくつかの科学的予言を行い、それらが的中したことから大きな話題を呼び、彼の発言や思想もますます影響力を持つようになった。
彼の正体は地球三体協会のメンバーであり、「降臨派」（三体文明が地球文明を滅ぼすことを主張する）の過激なメンバーである。三体ゲームをクリアした汪淼らを歓迎し、彼らを地球三体協会の会合に参加させた。
「救済派」を疎み、彼らの情報をリークして世界各国の軍・警察に鎮圧させた。また、申玉菲や魏成に三体問題の研究を止める様に忠告するが容れられず、申玉菲を殺害するに至り、地球三体協会の会合で紀律違反により処刑された。
マイク・エヴァンズ（Mike Evans, 麦克·伊文斯）
地球三体協会の実際の創設者であり、父親は富豪であった。
「種の共産主義」の支持者。地球の生物の種を分け隔てなく平等に扱うべきで、人類が欲望に任せて他の生物を抑圧することを嫌悪する。中国北西部で自然保護活動を行っていたとき、電波天文台の立地調査のためにやってきた葉文潔と知り合う。彼は、人類が欲望のために環境を破壊する行為を強く非難し、これに共感した葉文潔が、地球を救う手段を提供すべく三体文明に関するすべてを彼に打ち明けた。その存在が確認された後、彼は三体文明を地球に招き入れるために、受け継いだ莫大な財産をもとに地球三体協会を設立し、葉文潔を協会の最高指導者に任命する。
その資力を用いて6万トン級タンカーを入手し、生活環境と、三体と通信する大型パラボラアンテナを具える大型船 "JUDGEMENT DAY"（「審判の日」号）に改造し、地球三体協会の本拠地「第二紅岸基地」とした。
地球三体協会では「降臨派」の指導者であり、彼が三体文明との対話を主に担当し、2007年に地球に到着した智子を介して三体文明とリアルタイムで情報交換を行なう。その情報は「降臨派」で独占した。
「古筝作戦」で死亡した。
1379号監視員
最新の三体文明が宇宙に他文明からの電波を求めて多数設置した観測ステーションの一つである1379号監視ステーションで電波監視などを行う監視員。葉文潔が発信した地球の情報を受信して、たった一つの恒星を巡り永遠に恒紀が続く豊かな水に恵まれ生命に富み作物が良く採れる夢のような楽園が存在することを知るが、一方で三体文明に絶望し、三体によって地球が蹂躙されるのを望まず、太陽系の座標を知る手がかりとなる返信をしないよう『不要回答』（応答するな）のメッセージを地球に送る。この行為は三体文明に対する裏切りで、強制脱水したうえで線維化した肉体を焼却する刑死が当然のところだが、元首によって刑を免除され、地球文明が滅ぶのをその目で見て絶望する様に仕向けられる。
元首
最新の三体文明の現在の最高指導者。感情というものを持たず、葉文潔からの情報で移住先が見つかって喜ぶこともなく1379号監視員の裏切り行為に激怒することもない。淡々と粛々と三体文明の存続のために戦略を練り星間艦隊の建造と地球出征を指示し、また、地球の科学技術が発達して三体を上回るのを妨げるべく智子計画を遂行し、製造された智子を地球に送り込んで物質研究を阻害し、地球社会に混乱をひきおこして地球の力を削ぐ。一方で1379号監視員の如き「軟弱」な思想が三体に広まらぬよう地球に関する情報の統制も行う。

## 三体II：黒暗森林
羅輯（Luo Ji/ルオ・ジー, ら・しゅう）
《三体II：黒暗森林》の主人公であり、《三体III：死神永生》の重要なキャラクター。
《三体II：黒暗森林》では面壁者、天文学者、社会学者、最初の執剣人。清華大学の教授。高校時代の同級生で同僚の楊冬を弔う際に偶然にも地球三体協会の総帥である葉文潔から宇宙社会学の創設を提案されるが、後に地球三体協会の残党から命を狙われる。国連によって面壁者に選ばれた。後に、猜疑連鎖と技術爆発の概念を通じて宇宙の黒暗森林を推測し、雪地計画を隠れ蓑にして威嚇システム（揺籃システム）を構築し、最初の執剣者となった。独りで地球と三体星系の間の和平を62年間維持した。
《三体III：死神永生》では、威嚇システムが破壊された後、地球文明博物館委員会の委員長として任命され、地球文明博物館の建設と運営に関する業務を主導した。太陽系が二次元化される際には、地球文明博物館とともに冥王星に残り、地球文明の守護者となった。
フレデリック・タイラー（Fredrick Taylor, 弗雷德里克·泰勒）
面壁計画で指名された4人の面壁者のうちの1人。元アメリカの国防長官であり、「先進国が軍事技術を発展させることは、小国の軍事力を増強することにつながる」という観点を提起したことで知られる。面壁計画では、球状稲妻と巨視的原子核融合を主な武器とする宇宙部隊を設立することを提案した。彼はこのような兵器を操作する兵士には非常に大きな犠牲を強いると述べ、また、この操作は知性体の技術的封鎖によってコンピューターで実現することもできないため、彼は日本の神風特攻隊の記念館を訪れ、そして「基地」組織の創始者と会見し、さらに中国の軍の政治委員である章北海と接触して、自己犠牲の軍隊を設立する可能性を模索した。しかし、破壁人により、タイラーの真の目標が明らかにされた。彼の真の目標は、宇宙軍に自己犠牲の精神を持つ部隊を持たせ、それらの部隊の兵士を全て量子状態に変換し、その後、兵士たちの自己犠牲の精神を利用して彼らを量子状態で人類のために戦わせることにあった。彼は量子状態の兵士は無敵であり、再び殺されることはないと考えていた。破壁人に喝破された後、面壁者の責任から逃れられないことに完全に絶望し、最終的に危機紀元8年に羅輯を訪ねた後自殺した。
マニュエル・レイ=ディアス（Manuel Rey Diaz, 曼努爾·雷迪亞兹）
面壁者の一人。以前はベネズエラの大統領だった。彼の面壁計画は、狂人のような非情な力と暴力に満ちており、神のような存在として認識されていた。面壁計画が開始された後、彼は核兵器に対してほとんど狂気じみた執着心を示し、恒星型水爆の大量製造を試み始めた。当時100億トン相当の核兵器はまだ存在しなかったが、彼の要求により水爆は実験に成功した。試験場を車で出て車から降りる瞬間に彼は太陽恐怖症になり、それ以降、常にサングラスを着用するようになった。彼はまた、水星に軍事基地を建設し、水星上で大量の水爆を爆発させて凹凸を形成すると外部に宣言した。一時的に彼は、水星を防御の拠点として利用する計画を作り上げることに成功した。 危機紀元23年、二人目の破壁人によって彼の真の計画が喝破され、ニューヨークで偽装された「揺籃」システムを利用して逃亡し、後に国内の人々の怒りに遭い、ボリバル広場の銅像の下で民衆の乱石によって打ち殺された。
ビル・ハインズ（Bill Hines, 比爾·希恩斯）
面壁者、イギリスの脳科学者であり政治家であるビル・ハインズは、「精神印章」装置の創造者の一人であり、また一つの発見により2つの異なる分野でノーベル賞にノミネートされた唯一の科学者でもある。彼は脳科学者であり、妻であり破壁者である山杉惠子と共同で、脳の思考と記憶活動が量子レベルで行われていることを発見した。彼は欧州連合の議長も務めたことがある。後に面壁計画の第3の面壁者となった。彼の作戦は精神印章を研究し、人類の脳裏に必勝の考えを刻み込むことで三体との戦争に勝利することだったが、真の戦略的作戦は、人類に絶対的な敗北主義の考えを植え付け、人類が太陽系をすぐに離れて三体人との直接的な接触を避けることにある。最終的に目覚めた後、彼の面壁者の地位は剥奪され、羅輯と国連惑星防衛評議会の間の連絡役となった。その後、破壁人である彼の妻が真の意図を暴露し、彼も精神印章が1台だけでなく複数存在し、そのうちのいくつかは現在まで保存されているかもしれないことを認めた。この出来事は直接的に刻印族の調査につながり、章北海が目覚め、戦艦「自然選択」の指揮権を得ることとなった。その後、彼はジョナサンと共に羅輯との連絡を担当した。小説では、末日の戦いの前に精神印章が保存されているかどうかについては明確な答えが示されていない。
章北海（Zhang Beihai/ジャン・ベイハイ, しょう・ほっかい）
西暦の時代の航空母艦「唐」の前政治委員、後に宇宙艦隊の軍人、「自然選択」号の艦長を務めた。
東方延緒（Dongfang Yanxu）
宇宙艦隊軍人、「自然選択」号の艦長。
山杉惠子
彼女は科学者であり、ビル・ハインズの妻であり、面壁者である彼に充てられた破壁人であり、「精神印章」の創造者の一人。
莊顏（Zhuang Yan/ジュアン・イエン, そう・がん）
羅輯の妻。

## 三体III：死神永生
程心（Cheng Xin/チェン・シン, てい・しん）
主人公。公元紀元に生まれ、物語の中心的な役割を果たす。危機初期には宇宙航空エンジンの専門家であり、卒業後は新世代の長征ロケットのエンジンを開発するプロジェクトに参加した。その後、彼女は自ら志願して惑星防衛理事会の戦略情報局（PIA）に移った。PIAの最初の全体会議で、彼女は階梯計画を提案したが、宇宙機の故障により失敗し、その後、彼女は冬眠状態に入った。威嚇紀元に目覚めた後、彼女は第2の執剣人となったが、三体世界が地球を攻撃し始めても廣播を行わなかった。廣播紀元に雲天明に会った後、彼女は人類に多くの情報をもたらした。威嚇時代には、彼女は星環会社を設立し、掩体時代の初期にその経営権をトマス・ウェイドに委ね、彼が曲率駆動船を開発するための研究を支援した。掩体紀元の後半に目覚めた後、彼女はウィードに太陽系連邦への抵抗を放棄するよう説得した。太陽系が2次元化攻撃を受け始めた後、彼女は宇宙船星環号に乗って太陽系を脱出し、地球文明の生き残りの一人となった。
雲天明（Yun Tianmin/ユン・ティエンミン, うん・てんめい）
程心の大学の同級生で、常に彼女に密かな恋心を抱いていた。危機元年には、300万人民元で購入したDX3906星系を彼女にプレゼントした。階梯計画では、彼の脳が三体艦隊に送られることとなったが、その脳を搭載した宇宙機が故障して行方不明になり、その後人類から忘れ去られた。しかし、三体第一艦隊によって捕獲され、彼の身体は再生された。廣播紀元では、程心との会合の機会を得て、三体星人に悟られることなく黒暗森林に関する多くの情報を事前に用意された3つの寓話の形で伝え、掩体計画、黒域計画、および曲率駆動エンジンの開発を促した。程心と艾AAが太陽系からDX3906星系に脱出すると、雲天明も程心と再会するために駆けつけたが、DX3906星系が不明な原因で死の領域に触発され、DX3906の恒星系は低光速のブラックホールに陥った。その後、彼は艾AAと共に一生を過ごした。
艾AA（Ai AA）
威懾紀元時代の地球の博士課程学生であり、新しい方法を用いてDX3906が2つの惑星を持っていることを発見した。程心が冬眠から覚めた後、彼女は程心のパートナー、友人、そして共同経営者となり、星環社を運営している。太陽系が2次元化する際には、程心と共に太陽系を脱出し、地球文明の生き残りとなった。DX3906星系が低光速のブラックホールに陥った後、彼女は雲天明と一緒に一生を過ごし、石に遺言を刻んで残した。
トマス・ウェイド（Thomas Wade, 托馬斯·維德)
危機紀元初期にPIAの局長を務めた。威嚇紀元に冬眠から目覚めたとき、人類の脆弱さと幼稚さを見て、三体からの攻撃に対して無力である可能性が高い第2の執剣人である程心を暗殺しようとしたが果たせずに投獄された。 掩体紀元の初めには、彼は程心を説得し、星環社を経営し、光速船の研究を行った。 突破的な進展を遂げた後、彼は私兵を組織し、木星の裏側の星環都市で政府と対立した。程心が政府に降伏することを決定した後、ウェイドは約束を守り、程心が抵抗を放棄するよう命じた後、逮捕され、一瞬で蒸発させられて刑死した。 彼は目的を達成するために手段を選ばず、「前進！前進！！手段を選ばずに前進！！！」をモットーとしていた。
関一帆（Guan Yifan/グァン・イーファン, かん・いっぱん）
危機紀元の人で、地球の戦艦「万有引力」の研究員であり、宇宙科学の研究をするために「万有引力」の後部に居た。「万有引力」が「藍色空間」に支配された後、彼は褚岩に従って四次元空間に入り、「魔戒」と呼ばれる遺跡を発見し、研究した。 太陽系が2次元化した後、彼は程心の行方を知り、DX3906星系に到着する。 そこで、彼は程心と一緒に低光速ブラックホールに陥り、最後まで彼女を支えた。 大宇宙が再起動する直前、彼は程心と智子と一緒に小型の宇宙船で小宇宙から脱出した。
智子（Sophon）
元々は三体人が製造した微細粒子探査機で、威嚇紀元中に、三体世界と人類が協力して当時の最先端のバイオロボットを製造し、三体人が制御して、地球での三体世界の代弁者となった。その外見は日本の女性のものである。威嚇後の紀元の間、彼女は人類の強制移住を組織し、廣播紀元の初めに地球から逃れた。最後は三体世界が作った647号宇宙に現れ、程心と関一帆に仕えた。
テオドーラ（狄奧倫娜）
15世紀の人物。東ローマ帝国の娼婦である。彼女は偶然、高次元の破片に触れ、四次元空間の力を使ってコンスタンティノープルをオスマン帝国の指導者から守り抜き、聖女になることを望んでいた。しかし、高次元の破片が地球を離れたため、彼女の計画は失敗し、最終的に処刑された。
ミハイル・ヴァディム（Михаил Вадим, 米哈伊爾·瓦季姆）
危機時代初期に、新設された惑星防衛評議会の戦略情報局（PIA）の技術計画センターの主任を務め、階梯計画の実現可能性の議論と策定に参加した。
華云峰
公元紀元の人。かつては当時の世界最大の粒子加速器の設計者の一人。冬眠を経て、抑止紀元に到着し、第2の執剣人を選ぶ選挙に参加した。ウェイドが程心を暗殺しようとしていることを知り、警告を発した。彼は程心が廣播を開始しないことに気付き、彼女に立候補を辞退するよう説得した。掩体紀元では、トマス・ウェイドによってリクルートされた。
曹彬
公元紀元の物理学者。冬眠を経て、抑止紀元に到着し、第2の執剣人を選ぶ選挙に参加した。彼も程心が廣播を開始しないことに気付いた。掩体紀元では、トマス・ウェイドによってリクルートされた。
韦斯特
万有引力号上の心理医師で、多くの人々を診察した。彼らは四次元の破片を見たが、それを幻覚だと思っていた。関一帆が「魔戒」を発見した後、彼は探検隊に加わり、「魔戒」の研究を行った。
褚岩
「藍色空間」の船長。